# Alan Howard
Alan Howard (Washington, D.C., 19 de agosto de 1905 – 19 de maio de 1966) foi um engenheiro mecânico e inventor Povo dos Estados Unidos, gerente geral do Departamento de Turbinas a Gás da General Electric. Conhecido como "uma das autoridades líderes mundiais sobre o desenvolvimento e aplicação de turbinas a gás," recebeu a Medalha ASME de 1964.

## Publicações selecionadas
- Arthur H. Morey and Alan Howard, "Gas turbine power plant." U.S. Patent No. 2,403,388. 2 Jul. 1946.
- Alan Howard, "Gas turbine power plant with axial flow compressor," U.S. Patent No. 2.548,886. April 17, 1951.
- Alan, Howard, and Bruce O. Buckland. "Power plant frame structure having air-cooling means for turbine rotors and exhaust frame struts." U.S. Patent No. 2,591,399. 1 Apr. 1952.